# Ель-Вісо-дель-Алькор
Ель-Вісо-дель-Алькор (ісп. El Viso del Alcor) — муніципалітет в Іспанії, у складі автономної спільноти Андалусія, у провінції Севілья. Населення — 18 641 особа (2010).
Муніципалітет розташований на відстані близько 380 км на південний захід від Мадрида, 24 км на схід від Севільї.

## Демографія
Динаміка населення (INE ):

## Галерея зображень

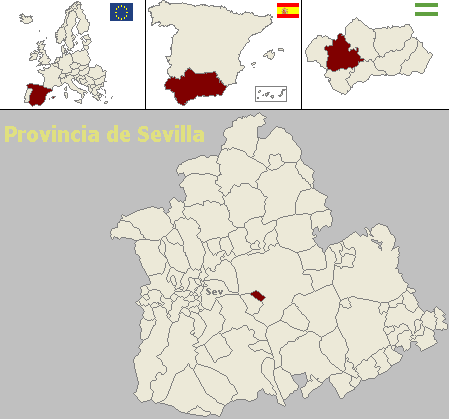
Розташування муніципалітету Ель-Вісо-дель-Алькор у провінції Севілья